# Victoria Park (Hartlepool)
Il Victoria Park è lo stadio di Hartlepool. Attualmente è utilizzato per le partite di calcio in casa dell'Hartlepool United Football Club. Ha una capienza di 7.856 posti.